# Puerto de la Creusille
El puerto de la Creusille es un puerto fluvial ubicado en Blois (centro de Francia), a orilla izquierda del río Loira.

## Significado
La palabra “creusille” (pronunciado ['cru.zill]; pronunciación en francés: /kʁøzij/ (Archivo de audio "Fr-Creusille.ogg " no encontrado)) es un antiguo término dialectal local para designar la “venera hueca del peregrino” («creuse coquille du pèlerin» en francés). Se refiere a la concha que llevaban los peregrinos cristianos cuando iban a Santiago de Compostela, Galicia.

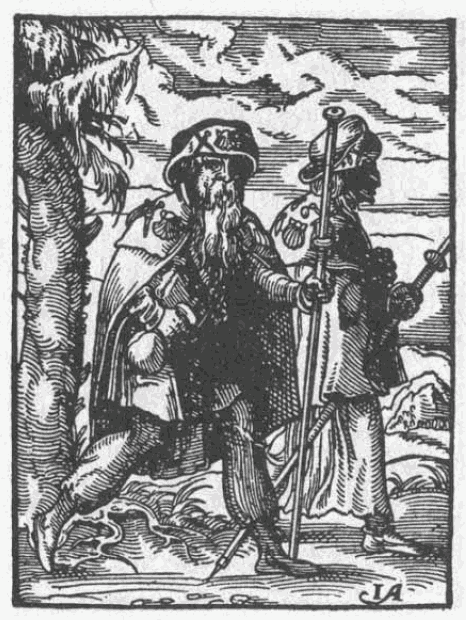
Peregrinos a Santiago de Compostela con sus alforjas, dron y veneras en sus cuellos y sombreros, grabado de 1568.

## Historia

Blois en el camino de Orleans de las rutas jacobeas de París hacia Santiago de Compostela.

Desde la Edad Antigua, el río Loira ha sido la principal vía de transporte de la región, y su cauce ha hecho que el valle del Loira sea cultivable y apto para la agricultura. Por su situación estratégica, Blois es una escala obligada para quienes siguen el camino francés de Santiago de Compostela pasando por París y Orleans. Así pues, el flujo de personas y mercancías era constante y justificaba la construcción rudimentaria de terraplenes en varios puntos de las orillas del río.
Durante la Edad Media, el río también se acondicionó de forma drásticamente distinta a la actual. En efecto, el puente medieval estaba cubierto de casas, y hacia el siglo IX (al menos) se construyó en medio del río un dique sumergible (llamado ducto, o duit en francés) de 650 m de longitud para alimentar 5 molinos de agua.
Viena siendo un señorío independiente de la orilla derecha hasta el 1606, Blois tuvo entonces un "Puerto Viejo" en su orilla norte, a la altura de la actual rue du Commerce.
A partir del siglo XVII, la horticultura, el transporte fluvial, la pesca, el curtido y la hostelería fueron actividades florecientes que superaron la capacidad del litoral. Así pues, se construyó un puerto con dos rampas de acceso a la orilla.
Tras el derrumbo del puente medieval en 1716, el puerto fue reforzado en el marco de las obras de los diques del Loira y de la construcción del nuevo puente Jacques-Gabriel. Se destruyeron los molinos de agua, pero se reajustaron los ductos para desviar la corriente del río hacia la orilla derecha y alejarla así del puerto, facilitando el amarre de los barcos. En 1717, se construyó un dique en la prolongación de la Creusille, hacia el este: la operación desecó el canal fluvial de la Bouillie y unió así la antigua isla de Viena la orilla izquierda.
La llegada del ferrocarril a Blois en 1846 obligó al puerto a reinventarse. Ahora que las mercancías y las personas podían llegar a París en pocas horas (frente a varios días en barco, cuya duración variaba según la dirección, la estación, el tiempo, etc.), la Creusille se convirtió progresivamente en un astillero naval.
Sin embargo, las repetidas inundaciones de 1846, 1856, 1866 y 1907 anegaron y paralizaron el puerto en varias ocasiones.
Paralelamente, en el siglo XIX apareció una nueva actividad: la extracción de arena. Los cernidores extraían arena y grava directamente del lecho menor del Loira, pero la práctica era lo suficientemente importante como para bajar la línea de flotación, disminuir el nivel freático aluvial, desecar las zonas húmedas y hacer desaparecer los lugares de desove del lucio. Por ello, la extracción en Blois se suprimió de forma natural en 1995.

## Barcos tradicionales

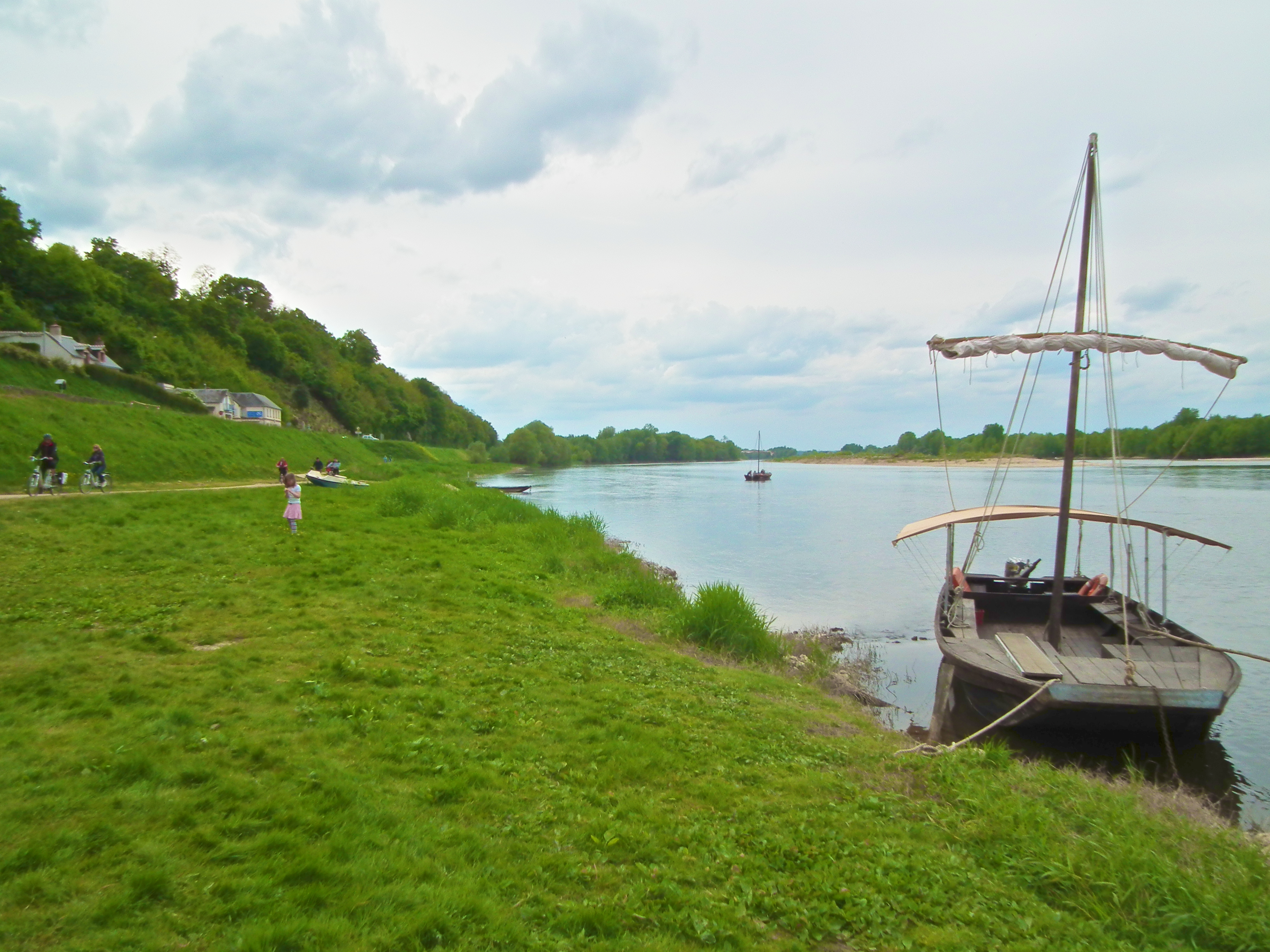
Una gabarra en Chaumont-sur-Loire.
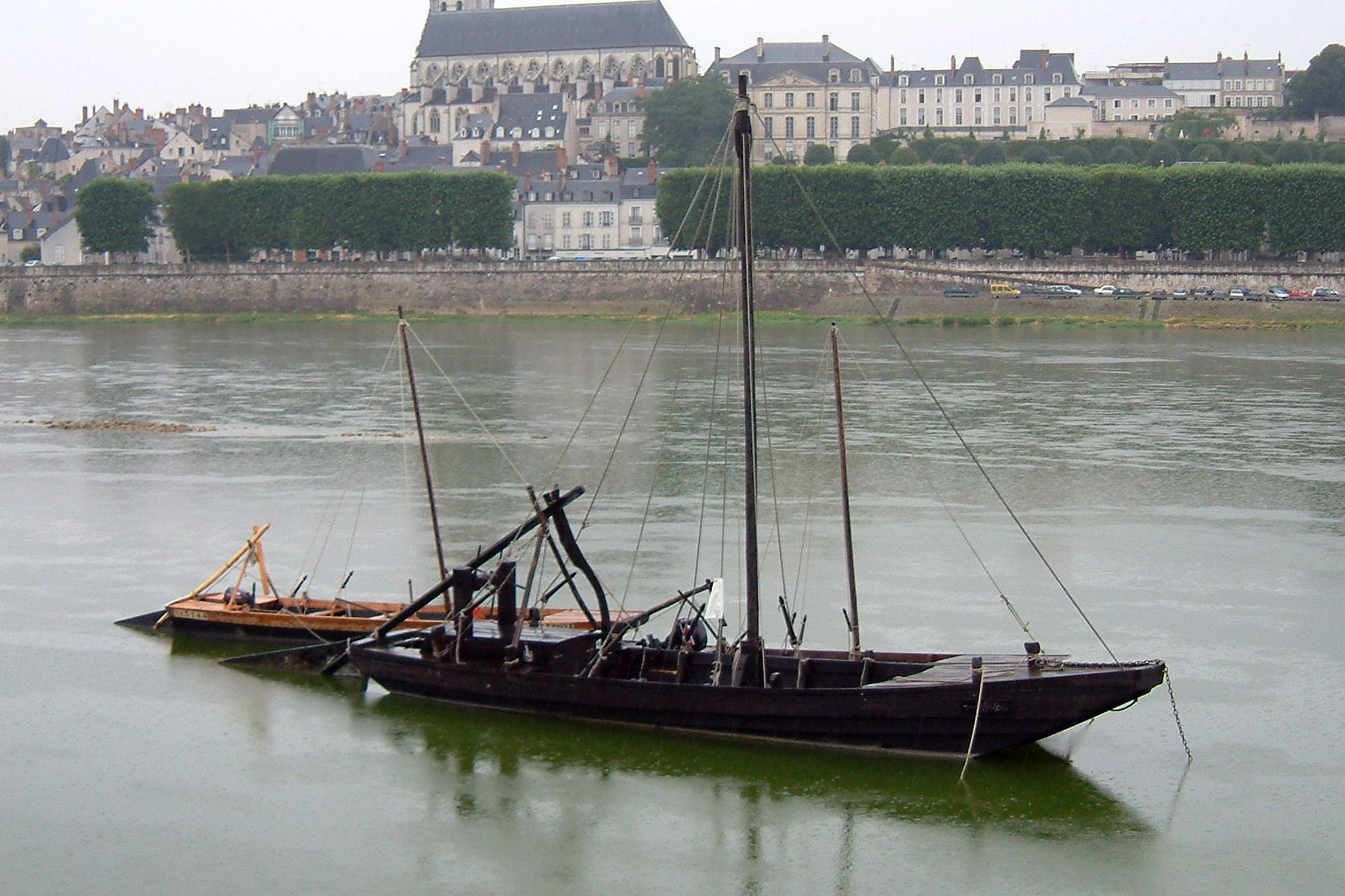
Un futro en La Creusille.
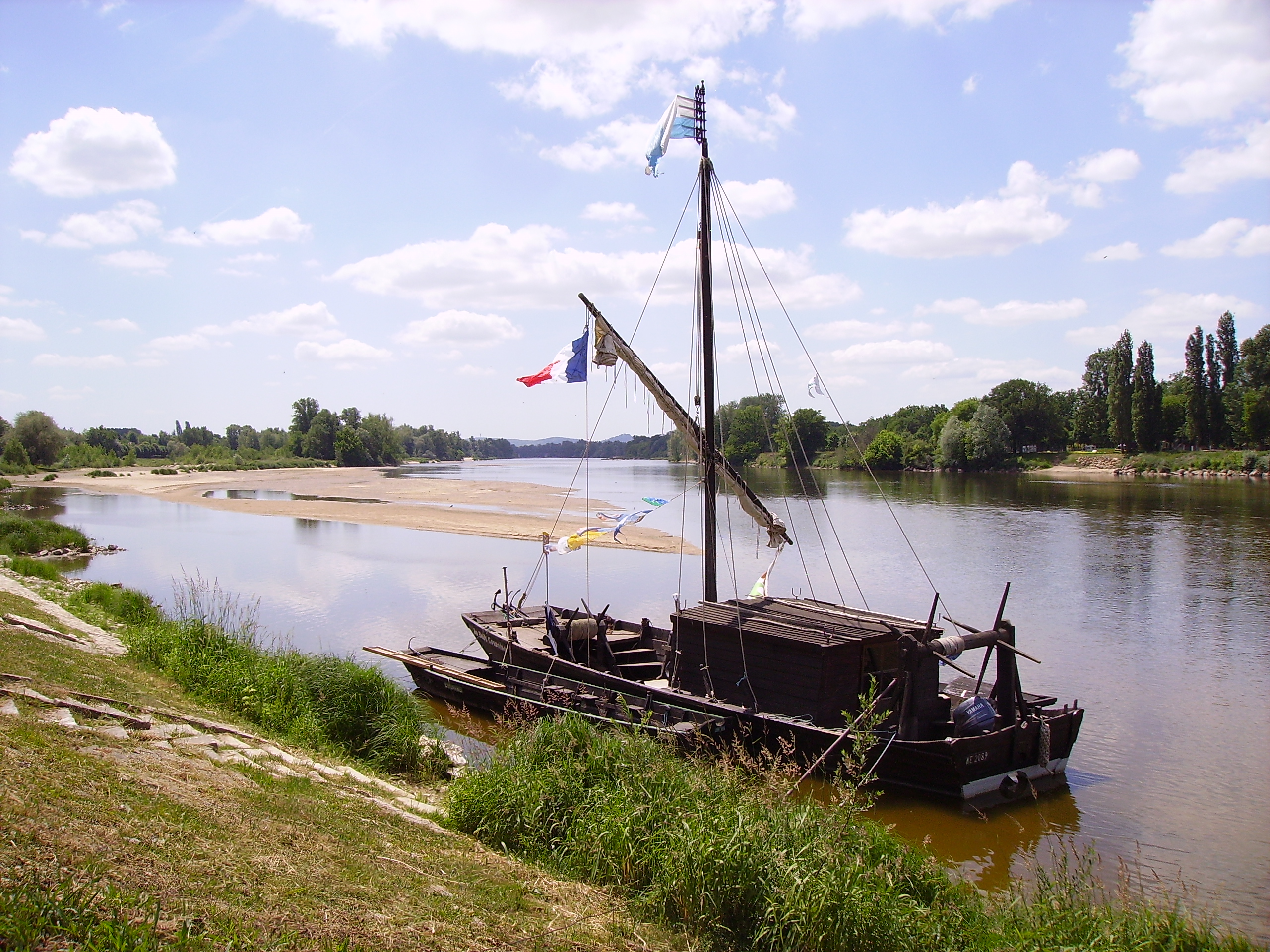
Un toue cabanée en Cosne-Cours-sur-Loire.

## La Creusille en la actualidad
Desde el año 2000, la Creusille es Patrimonio Mundial de la Humanidad.
En la actualidad, el puerto ha sido sustituido por un parque urbano a orillas del río Loira, dotado de una zona de ocio. Accesible en coche, el parque cuenta con una zona de aparcamiento, un parque infantil, zonas de pícnic, una mesa de ping-pong, una biblioteca de autoservicio y un boulodrome, y ofrece acceso gratuito a agua potable y electricidad.
El parque está situado en la ruta del LoiraBici (La Loire à Velo) y en la 6.ª ruta ciclista europea.
Desde 2010, en verano funciona en el parque una guinguette.
La Creusille también alberga el Observatoire Loire, que ofrece paseos tradicionales en barco por el río.

## Panorámica sobre Blois
Hasta el siglo XIX, gran parte de las llegadas desde París se hacían por Viena, y principalmente por La Creusille.
Así pues, la primera vista de Blois estaba marcada tanto por los reflejos del río Loira como por el valle excavado por el arroyo Arrú, hasta tal punto que Víctor Hugo, que entonces visitaba a su padre instalado en la ciudad desde su jubilación, describió Blois como "una ciudad escalonada en un largo anfiteatro".

En efecto, el panorama desde la Creusille permite contemplar al mismo tiempo el puente Jacques-Gabriel, la iglesia de San Nicolás, la silueta del castillo, la torre Beauvoir, la catedral de San Luis, el ayuntamiento, las terrazas del Obispado, la basílica Nuestra Señora de la Trinidad, el puente Charles-de-Gaulle, todo ello reflejado en el río Loira.

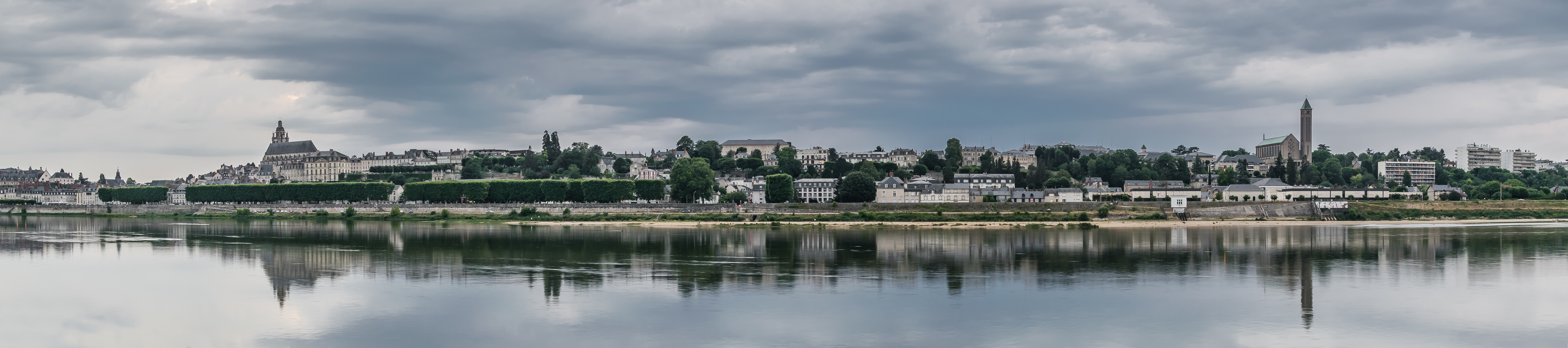
Vista panorámica sobre la orilla derecha.
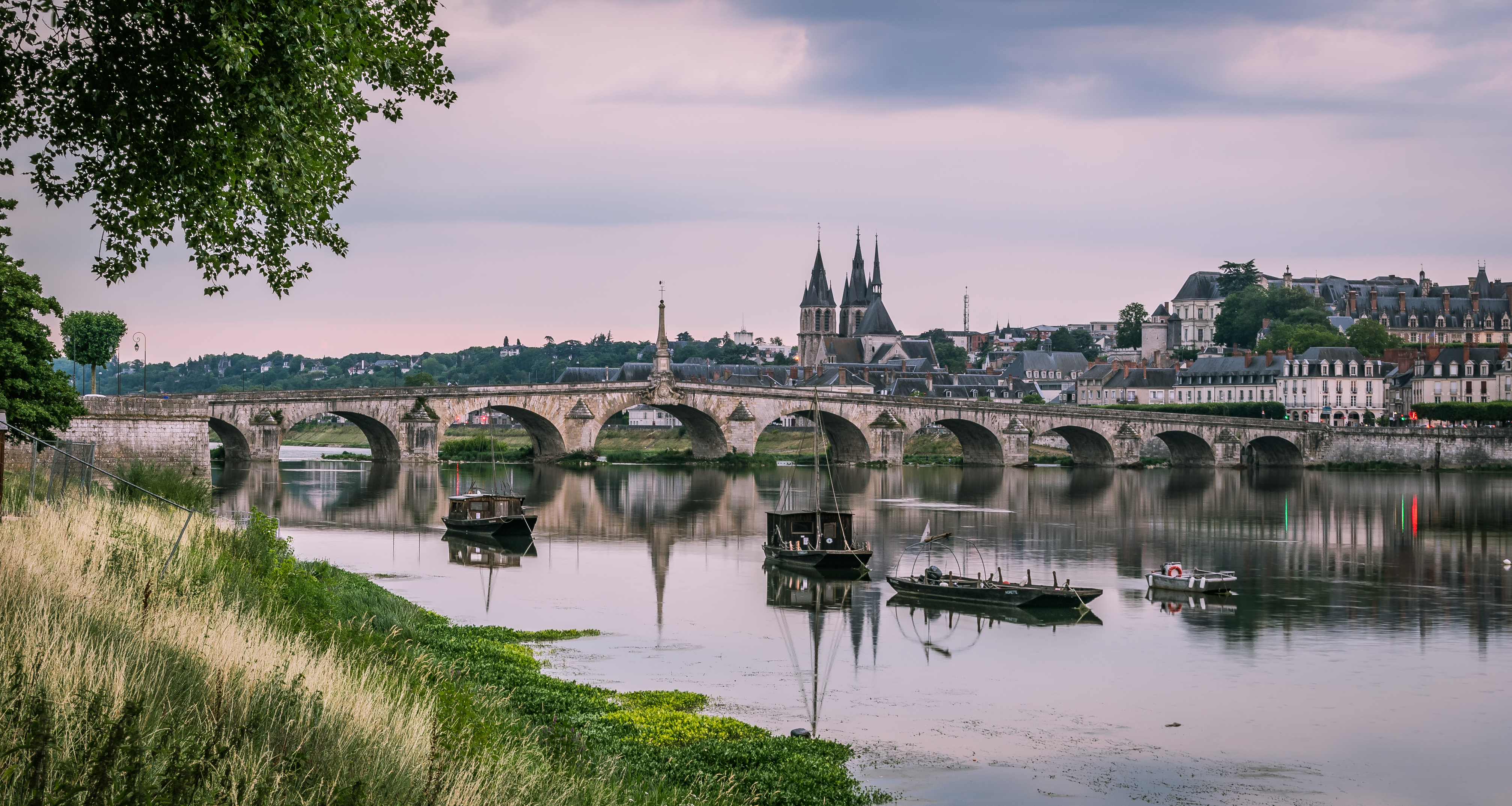
El puente Jacques-Gabriel, la iglesia de San Nicolás y el castillo detrás de los barcos de la Creusille.
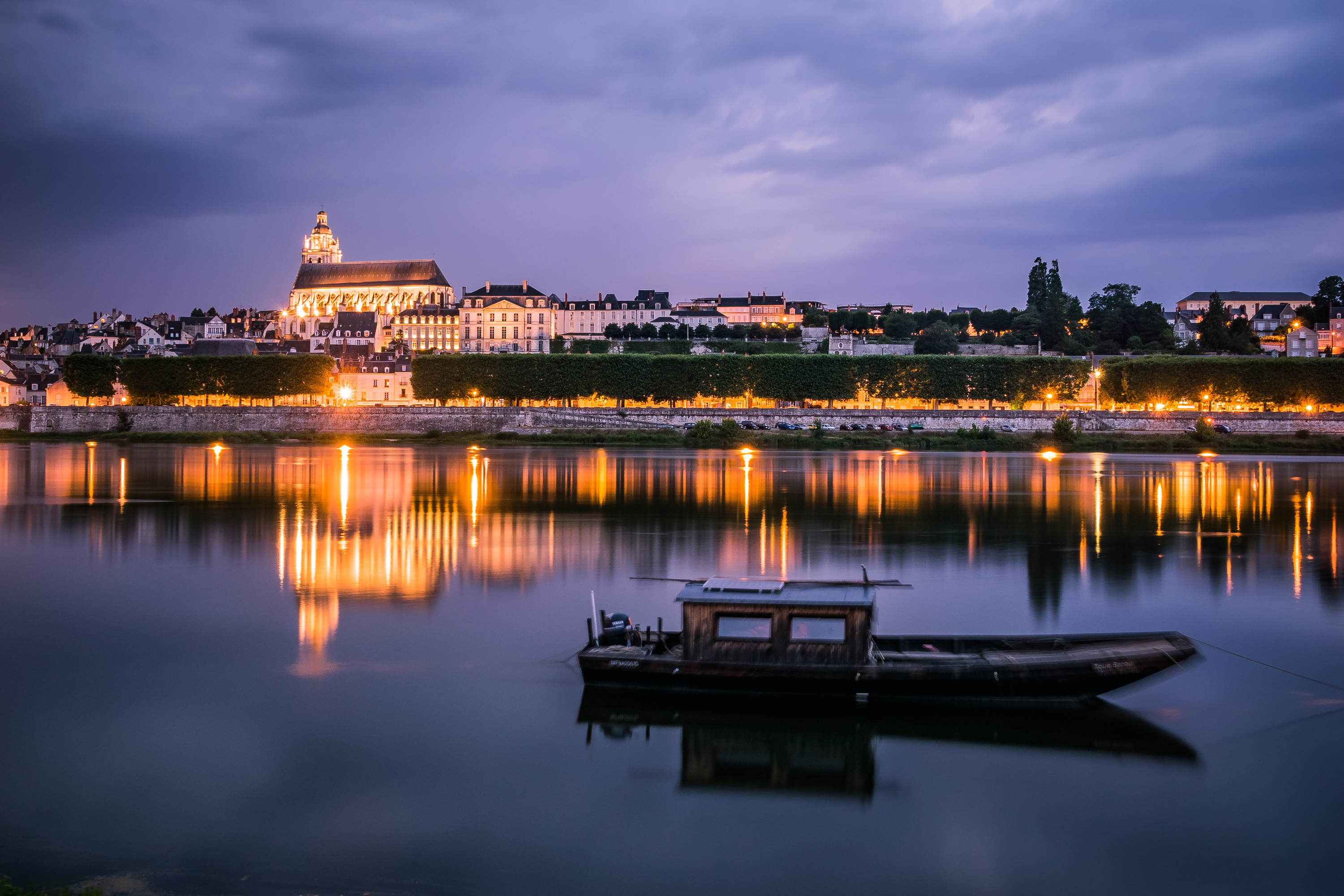
La catedral y el muelle iluminados al anochecer, vistos desde la Creusille.